# Thérèse et Isabelle (film)
Pour plus de détails, voir Fiche technique et Distribution.

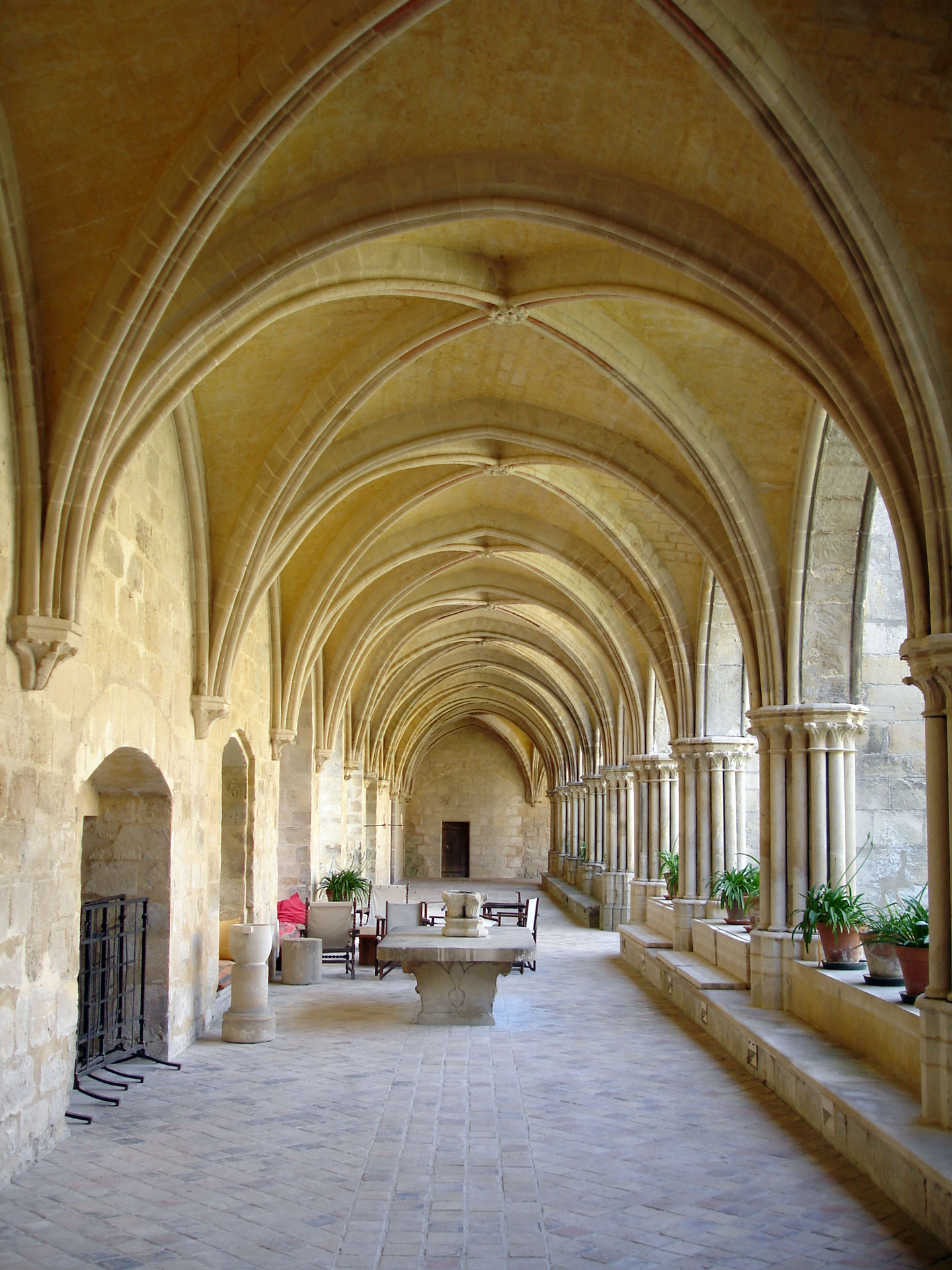

Thérèse et Isabelle (titre américain: Therese and Isabelle) est un film franco-américano-néerlandais réalisé par Radley Metzger, et sorti en 1968.
Le film est une adaptation du roman érotique Thérèse et Isabelle de Violette Leduc, rédigé en 1954, paru sous forme censurée en 1966 puis en version intégrale en 2000. La description sans fard, à la fois poétique et crue, de la sexualité, de l'homosexualité féminine, forme la trame du roman.

## Synopsis
Vingt ans après l'avoir quitté, Thérèse est de retour au collège des Lys, lieu singulier de son adolescence, où avec Isabelle elle vécut des amours à la fois passionnées et clandestines. La jeune femme se remémore avec mélancolie et nostalgie l’adolescente qu'elle fut autrefois par de multiples flash-back rappelés par la vision de ces différents lieux où l'amour fut.

## Fiche technique
- Titre français : Thérèse et Isabelle
- Titre anglais : Therese and Isabelle
- Réalisation : Radley Metzger
- Scénario : Jesse Vogel, d'après le roman de Violette Leduc
- Musique : Georges Auric
- Photographie : Hans Jura
- Montage : Humphrey Wood
- Décors : Olivier-Laurent Girard
- Costumes : Roxane Vaisborg
- Production : Radley Metzger
- Sociétés de production : Amsterdam Film, Audubon Films
- Société de distribution : Valoria Films (France, 1969)
- Pays de production :  France /  États-Unis /  Pays-Bas
- Langues originales : français, anglais
- Lieu de tournage : Paris
- Format : noir et blanc - son mono
- Genre : drame, érotique
- Durée : 118 minutes (1 h 58)
- Dates de sortie :
  - États-Unis : 14 mai 1968 (New York)
  - Allemagne de l'Ouest : 11 octobre 1968
  - France : 18 juin 1969

## Distribution
- Essy Persson : Thérèse, une collégienne qui a une aventure passionnée avec sa camarade Isabelle
- Anna Gaël : Isabelle, la collégienne amoureuse passionnée de Thérèse
- Barbara Laage : la mère de Thérèse
- Anne Vernon : Mademoiselle Leblanc, la surveillante
- Simone Paris : Madame, la tenancière d'un hôtel de passe
- Maurice Teynac : Monsieur Martin, le beau-père de Thérèse
- Rémy Longa : Pierre, un garçon qui fait l'amour à Thérèse
- Nathalie Nort : Renée
- Darcy Pulliam : Agnès
- Suzanne Marchellier : Mademoiselle Germain
- Bernadette Stern : Françoise
- Martine Leclerc : Martine
- Brigitte Morisan : Brigitte
- Edith Ploquin
- Serge Geeraert
- Alexandra Kobes